# Gil Netter
Gil Netter est un producteur de cinéma américain né à Bronxville (État de New York).

## Biographie
Gil Netter commence sa carrière comme agent, par la suite il devient vice-président d'Imagine Entertainment et président de Zucker Brothers Productions.

## Filmographie
- 1991 : Y a-t-il un flic pour sauver le président ? de David Zucker
- 1992 : Brain Donors (en) de Dennis Dugan
- 1993 : My Life de Bruce Joel Rubin
- 1994 : Y a-t-il un flic pour sauver Hollywood ? de Peter Segal
- 1995 : Lancelot, le premier chevalier de Jerry Zucker
- 1995 : Les Vendanges de feu de Alfonso Arau
- 1996 : Prof et rebelle de Hart Bochner
- 1997 : Le Mariage de mon meilleur ami de P.J. Hogan
- 1998 : Baseketball de David Zucker
- 2000 : Eh mec ! Elle est où ma caisse ? de Danny Leiner
- 2002 : Phone Game de Joel Schumacher
- 2002 : Amours suspectes de P.J. Hogan
- 2003 : Mon boss, sa fille et moi de David Zucker
- 2005 : Terrain d'entente de Peter et Bobby Farrelly
- 2006 : Eragon de Stefen Fangmeier
- 2006 : Flicka de Michael Mayer (en)
- 2008 : Marley & Moi de David Frankel
- 2008 : News Movie de Tom Kuntz et Mike Maguire
- 2009 : The Blind Side de John Lee Hancock
- 2009 : Personal Effects de David Hollander
- 2010 : Flicka 2 : Amies pour la vie (en) de Michael Damian
- 2011 : De l'eau pour les éléphants de Francis Lawrence
- 2012 : L'Odyssée de Pi de Ang Lee
- 2015 : Nos souvenirs de Gus Van Sant
- 2017 : Le Château de verre de Destin Daniel Cretton
- 2019 : La Voie de la justice (Just Mercy) de Destin Daniel Cretton
- 2025 : Atlantis de Michel Gondry

## Nominations
- Oscars 2010 : Nomination pour l'Oscar du meilleur film (The Blind Side), conjointement avec Andrew A. Kosove et Broderick Johnson
- Oscars 2013 : Nomination pour l'Oscar du meilleur film (L'Odyssée de Pi), conjointement avec Ang Lee et David Womark
- BAFTA 2013 : Nomination pour le BAFA du meilleur film (L'Odyssée de Pi), conjointement avec Ang Lee et David Womark